# Студенчеський (Бійський район)
Студе́нчеський (рос. Студенческий) — селище у складі Бійського району Алтайського краю, Росія. Входить до складу Зоринської сільської ради.

## Населення
Населення — 107 осіб (2010; 122 у 2002).
Національний склад (станом на 2002 рік):
- росіяни — 86 %